# Atrichopogon simplicifurcatus
Atrichopogon simplicifurcatus är en tvåvingeart som beskrevs av Tokunaga 1959. Atrichopogon simplicifurcatus ingår i släktet Atrichopogon och familjen svidknott. Inga underarter finns listade i Catalogue of Life.